# GSC3575-5900
GSC3575-5900 — хімічно пекулярна зоря спектрального класу A2, що має видиму зоряну величину в смузі V приблизно  9,2.